# Dolina (Chorwacja)
Dolina – wieś w Chorwacji, w żupanii brodzko-posawskiej, w gminie Vrbje. W 2011 roku liczyła 254 mieszkańców.